# Самопроизвольное возгорание (Южный Парк)
«Самопроизвольное возгорание» (англ. Spontaneous Combustion) — эпизод 302 (№ 33) сериала «Южный Парк», премьера которого состоялась 14 апреля 1999 года.

## Сюжет
Кайл узнает, что у его родителей проблемы в отношениях, и решает с остальными ребятами (Кенни, Стэном и Картманом) попытаться отыскать своему отцу эрекцию, не зная, что это такое на самом деле. Тем временем, Кенни, а затем и другие различные жители города, начинают самопроизвольно возгораться, и мэр Мэкдэниэлс приказывает Рэнди Маршу выяснить причину возгораний, не обращая внимания на то, что он — геолог и почти не разбирается в строении человеческого тела.
Во время отпевания Кенни в церкви отец Макси поручает мальчикам инсценировать крестный путь Иисуса Христа, с Картманом в роли Иисуса, потому что тот без конца повторяет, что больше ни одна роль ему не подойдёт. Мальчики разыгрывают библейские события, в итоге устанавливая крест с привязанным Картманом на городском холме, чтобы он умер и дал эрекцию для отца Кайла (игра слов: англ. resurrection — рус. воскрешение, и англ. erection — рус. эрекция). Тем временем Рэнди удаётся выяснить, что возгорание происходит из-за того, что люди воздерживаются от метеоризма в присутствии своих партнёров (Кенни проводил время с Келли, девочкой из предыдущего эпизода), поэтому он призывает всех жителей города пускать газы каждые несколько секунд. За это открытие Рэнди выигрывает Нобелевскую премию, к большой досаде второго учёного Саут-Парка, доктора Мефесто, надеявшегося получить премию за создание черепахи с семью задницами. Мефесто решает отомстить.
В городе наступает очередной кризис, когда наступает небывалая жара; Рэнди снова получает задание выяснить причины происходящего. Мефесто опережает его, открыв, что метан содержащийся в кишечных газах, выпускаемых всеми жителями города, ведёт к глобальному потеплению. Рэнди объявляют главным виновником происходящего, срывают с него медаль Нобелевского лауреата и заставляют тащить на спине своё собственное изваяние через весь город, попутно швыряя в него камнями. Тем временем, отцу Кайла удаётся вернуть себе эрекцию при виде трёх привлекательных молодых клиенток в своём офисе (раздевшихся, чтобы продемонстрировать рак кожи, в котором они обвиняют Рэнди).
Рэнди не хочет искать решение проблемы, потому что горожане всё равно будут ненавидеть его, даже если он сможет разгадать головоломку «возгорание/потепление». Тем не менее, Стэн говорит ему, что кое-чему научился из Библии — хотя Иисуса ненавидели все вокруг и отвергли все друзья, он продолжал делать то, что должен, и перед смертью сказал «Нужды большинства перевешивают нужды меньшинства» (Стэн путает цитату из Библии с фразой из фильма Звёздный путь II: Гнев Хана). Рэнди провозглашает, что пускать газы нужно ограниченно, и все снова начинают к нему хорошо относиться. 3 недели спустя он получает Нобелевскую премию обратно, и в этот момент мальчики вспоминают про Картмана, которого они оставили висеть на кресте. Они спешат к нему, и находят его выжившим, но только благодаря большому запасу своего подкожного жира.

## Смерть Кенни
Кенни погибает практически в самом начале эпизода, когда мальчики идут из магазина, где Кайл пытался купить своему отцу эрекцию. Кенни неожиданно вспыхивает посреди разговора и превращается в кучку пепла.

## Пародии
- Мемориальная статуя в честь Рэнди сделана в том же стиле, что и статуя Микеланджело «Давид».
- Сцена со сном Рэнди пародирует мультсериал «Скуби-Ду».
- Когда Рэнди несёт свою статую, а остальные люди швыряют в него камнями, он встречает мистера Гаррисона. Рэнди просит его о помощи, но мистер Гаррисон притворяется, что не знает Рэнди — пародируя таким образом муки Иисуса, описанные в Библии, когда Пётр (как мистер Гаррисон) прилюдно отрекается от Иисуса.
- Когда Стэн произносит фразу «Нужды большинства перевешивают нужды меньшинства» он держит пальцы в виде «вулканского салюта» из Звёздного пути.

## Факты
- Появление инопланетян: лицо пришельца появляется на Луне в ночной сцене с крестом Картмана.
- Этот эпизод стал единственным за 1-7 сезоны сериала, не переведённым каналом MTV Россия. Причины этого, возможно, заключаются в религиозных намёках. Вместо MTV серия была переведена и озвучена телеканалом РЕН ТВ.
- В городе наступает такая жара, что все ходят в футболках, однако снег почему-то не тает.